# Карбальо, Фелипе Игнасио
Фелипе Игнасио Карбальо Арес (исп. Felipe Ignacio Carballo Ares; род. 4 октября 1996, Монтевидео) — уругвайский футболист, полузащитник бразильского клуба «Гремио», выступающий на правах аренды за американский клуб «Нью-Йорк Ред Буллз».

## Клубная карьера
Карбальо — воспитанник столичного клуба «Насьональ». 29 февраля 2016 года в матче против «Пласа Колония» он дебютировал в уругвайской Примере. 11 апреля в поединке против «Дефенсор Спортинг» Фелипе забил свой первый гол за «Насьональ». В своём дебютном сезоне он помог выиграть чемпионат. Летом 2017 года Карбальо перешёл в испанскую «Севилью», где для получения игровой практики начал выступать за дублирующую команду. 3 сентября в матче против «Культураль Леонеса» он дебютировал в испанской Сегунде. Для получения игровой практики Фелипе вернулся в «Насьональ» на правах аренды. В 2019 году он во второй раз выиграл чемпионат. По окончании аренды клуб выкупил трансфера игрока.
20 декабря 2022 года Карбальо перешёл в бразильский «Гремио», подписав четырёхлетний контракт. За «Гремио» он дебютировал 17 января 2023 года в Рекопе Гауша 2023 против «Сан-Луиса». Свой первый гол за «Гремио» он забил 5 марта в матче Лиги Гаушу против «Интернасьонала».
15 августа 2024 года Карбальо был арендован клубом MLS «Нью-Йорк Ред Буллз» в качестве назначенного игрока на один год с опцией выкупа. В американской лиге он дебютировал 31 августа в матче против «Филадельфии Юнион», заменив во втором тайме Роналда Донкора.

## Достижения
Командные
 «Насьональ»
- Чемпион Уругвая (4): 2016, 2019, 2020, 2022
- Обладатель Суперкубка Уругвая (2): 2019, 2021

 «Гремио»
- Чемпион штата Риу-Гранди-ду-Сул (2): 2023, 2024
- Обладатель Рекопы Гауша: 2023

Личные
- Игрок года чемпионата Уругвая: 2022